# Liopygus indosinensis
Liopygus indosinensis är en skalbaggsart som beskrevs av Desbordes 1919. Liopygus indosinensis ingår i släktet Liopygus och familjen stumpbaggar. Inga underarter finns listade i Catalogue of Life.